# ケプラー64
座標:  19h 52m 51.624s, +39° 57′ 18.36″
ケプラー64は、四重連星であり、ケプラー64Aa、ケプラー64Ab、ケプラー64Ba、ケプラー64Bbから構成されている。
ケプラー64Aaとケプラー64Abの重心の周りを公転する太陽系外惑星ケプラー64b (PH1, PH1b)が存在する。

## 恒星系
| 太陽 | ケプラー64Aa |
| ---- | ------------ |
| 太陽 | Exoplanet    |

| 太陽 | ケプラー64Ab |
| ---- | ------------ |
| 太陽 | Exoplanet    |

ケプラー64系は、スペクトル分類がF型のケプラー64Aa、M型のケプラー64Ab、G2型のケプラー64Ba、M2型のケプラー64BbとPH1によって構成されている。AaとAb、BaとBbがそれぞれの重心を公転しており、Aの連星の重心を中心にPH1は公転している。AとBそれぞれの連星は、およそ1500億km(1000AU)離れているが、重力的に結合していると考えられている。
それぞれ太陽と比較して、Aaは1.734倍、Abは0.378倍の直径を持つ。これはそれぞれの恒星のトランジットから求められた。地球から見ると、AbはAaの手前を完全に通過するが、AaはAbを半分程度隠す程度しか通過しない。質量は公転周期から、Aaが1.528倍、Abは0.408倍と求まっている。BaとBbは正確にはわかっていないが、Baは約0.99倍、Bbは約0.51倍であると推定されている。AaとAbは2609万km(0.1744AU)とかなり近い軌道を公転しており、公転周期はほぼ20日である。これに対し、BaとBbは90億km(60AU)とかなり離れていると推定されている。このため、AaとAbは1個の恒星に見えるが、BaとBbは望遠鏡で分離して見える。ケプラー64全体の明るさはほぼAaで占められており、Bの連星系は2.5%程度の明るさしかもっていない。AbとBbはどちらも赤色矮星であるため、実質Aaが大部分であり、残りの大部分はBaの明るさである。

## シミュレーション
ケプラー64のような多重連星系では、惑星の素となる原始惑星系円盤が重力的に不安定で生み出されない場所が生じる。ケプラー64の場合、1AU以内には原始惑星系円盤が生ずるが、1AUから10AU以内には生じない空白域が出来ると考えられている。これはPH1の軌道と一致する。また、AとBそれぞれの連星は当初からあまり密接な関係を持たない連星系であったと考えられている。なぜならば、もしAとBがより接近していた場合、原始惑星系円盤が早い時代に乱されて拡散し、惑星を作ることは無かったと考えられているからである。

## 発見の意義
PH1の発見は2つの点において重要である。まず、四重連星で初めて惑星が発見されたことである。二重連星の周囲を公転する周連星惑星はこれまでに6個発見されているが、発見される以前は、連星系では原始惑星系円盤が安定せずすぐに拡散して惑星が出来ないか、仮に出来たとしても、重力的な不安定さで星系を飛び出して生き残らないと考えられていたため、二重連星における惑星の発見だけでも十分に惑星形成論を書き換える必要がある発見であった。しかし、より重力的な制約が厳しい四重連星において惑星が発見されたことは、より強い影響を理論に与えることになる。また、この惑星をアマチュアが発見した点も興味深い。データそのものはNASAのケプラー宇宙望遠鏡の観測データを用いたが、ジェクとガリアーノは、このデータを詳しく分析し、PH1を発見した。